# التيقول (شبام)

تعديل مصدري - تعديل

التيقول هي إحدى قرى عزلة شبام بمديرية شبام التابعة لمحافظة حضرموت، بلغ تعداد سكانها 1502 نسمة حسب تعداد اليمن لعام 2004.